# Rebilus brooklana
Rebilus brooklana là một loài nhện trong họ Trochanteriidae. Loài này phân bố ở Nieuw-Zuid-Wales.